# Brot-Dessous
Brot-Dessous is een plaats en voormalige gemeente in het Zwitserse kanton Neuchâtel en telt 97 inwoners.
Op 1 januari 2016 werd Brot-Dessous opgenomen in de gemeente Rochefort.